# Louis S. Licot
Sébastien Louis Félicien Licot dit Louis S. Licot, né le 13 avril 1901 à Châtelet (Belgique) et mort le 11 janvier 1967 à l'hôpital Lariboisière dans le 10e arrondissement de Paris, est un réalisateur français.

## Biographie
En dehors des quelques films qu'il a réalisés, on ne sait pratiquement rien de Louis S. Licot, sinon qu'il semble avoir débuté comme ingénieur du son au moment de l'apparition du cinéma parlant.
Sa carrière cinématographique prend fin après la sortie de son film Le Chemin de la drogue en juin 1953. Devenu représentant de commerce, il meurt en 1967 à Paris, à l'hôpital Lariboisière et est inhumé au cimetière parisien de Pantin. Sa dépouille est transférée au cimetière d'Aubervilliers en 1974.

## Filmographie

### Comme auteur du texte parlé et traducteur
(L'année indiquée est celle de la diffusion, telle que mentionnée sur le site de l'INA. Elle peut être différente de la date effective de réalisation.)
- 1933 : Jeunesse et Beauté, documentaire de Clarissa Patrix, pour promouvoir le sport[4],[5]
- 1943 : Les Îles enchanteresses (titre original allemand : Spanische Inseln im Mittelmeer), version française d'un documentaire allemand réalisé sous le Troisième Reich (1936-1937) et consacré aux îles Baléares[6]
- 1950 : Au pays des Incas (titre original allemand : Unter Majas, Inkas und Azteken), version française d'un documentaire allemand réalisé en 1932 par Robert Oelbermann[7] et consacré aux peuples précolombiens[8],[9].

### Comme monteur
- 1934 : L'Homme d'Aran, version française du film Man of Aran de Robert Flaherty[10]
- 1934 : La Fameuse équipe, film d'André Mouret[11]

### Comme réalisateur
- 1934 : Cocaïne, moyen métrage documentaire sur la contrebande à la frontière franco-belge avec René Navarre dans le rôle principal[12],[13]
- 1935 : 40 ans de cinéma, court métrage documentaire sur l'histoire du cinéma co-réalisé avec Joseph Leclerc, et avec la participation de Louis Lumière[14]
- 1936 : L'Or noir, documentaire sur la vie des mineurs en Belgique[15]
- 1939 : Les animaux pensent-ils ? documentaire[16],[17]
- 1940 : Requins d'eau douce, documentaire sur les brochets[18],[19]
- 1941 : Courants et Tourbillons, documentaire[20],[21]
- 1953 : Le Chemin de la drogue, long métrage de fiction sur le trafic de stupéfiants à la frontière franco-espagnole.

### Comme scénariste
- 1951 : Le Chemin de la drogue, film de Louis S. Licot